# Benito Rebolledo
Benito Rebolledo Correa (* 2. August 1880 in Curicó; † 29. Juni 1964 in Santiago de Chile) war ein chilenischer Maler.
Der aus einer Bauernfamilie stammende Rebolledo kam im Alter von fünfzehn Jahren nach Santiago und schloss sich dort der Colonia Tolstoyana, einer Gruppe von den Ideen Tolstois und des politischen Anarchismus beeinflussten Intellektuellen, zu denen u. a. die Schriftsteller Augusto D’Halmar, Fernando Santiván und Baldomero Lillo und die Maler Julio Ortiz de Zárate, José Backhaus, Pablo Burchard Eggeling und Rafael Valdés zählten, an.
An der Escuela de Bellas Artes studierte er dann Malerei bei Pedro Lira, Juan Francisco González und Fernando Álvarez de Sotomayor, Als Schüler Sotomayors wird er zur Malergruppe der Generacion del Trece gezählt. Bereits zu seinen Lebzeiten hatte er eine Reihe von Einzelausstellungen seiner Werke in Santiago, Concepción und Buenos Aires. Er wurde mehrfach ausgezeichnet und erhielt 1959 den Premio Nacional de Arte. Zu seinem 100. Geburtstag ehrte ihn das Instituto Cultural de Providencia in Santiago mit einer Werkretrospektive. Werke Rebolledos befinden sich u. a. im Besitz des Museo Nacional de Bellas Artes, der Pinakothek der Universidad de Concepción und des Museo Historico Nacional.

## Werke
- Cabeza de Niña
- La Brisa del Mar
- El Niño Taimado
- Amanecer en Peñalolén
- Niña frente al Mar
- Mariscando
- Niño comiendo Uvas
- Obrero Salitrero